# SATURDAY MAGNIFICENT CAMP
『SATURDAY MAGNIFICENT CAMP』（サタデー・マグニフィセント・キャンプ）は、FM COCOLOで2015年4月4日から2025年3月29日まで放送されていたラジオ番組。

## 概要
2015年3月28日まで放送された『THE MAGNIFICENT SATURDAY』の後続番組で、DJは引き続き加美幸伸が担当。
音楽をはじめ、スポーツ情報や映画情報、エンタテイメント情報等、大人への週末に向けた情報を紹介していた。
2025年3月29日をもって終了し、10年の歴史に幕を閉じた。後続番組は日曜日放送の『MAG:NET SUNDAY』で、加美は続役した。

## 放送時間
- 土曜日 14:00 - 18:00（2015年4月4日 - 2016年3月26日）
- 土曜日 14:00 - 17:00（2016年4月2日 - 2024年12月28日）
- 土曜日 14:00 - 16:30（2025年1月4日 - 2025年3月29日）

## 主なコーナー
Daiwa House Time in Delight
大和ハウス工業提供。アーティスト等をゲストに迎えてトークする。
3分刊プロレス
プロレスラーをピックアップするコーナー。
Music Life Vintage
かつて月刊雑誌として発行していた「MUSIC LIFE CLUB」デジタル版とのタイアップコーナー。日本の洋楽シーンをさらに深く探検するコーナー。
Yaeの土の上に生きる
東洋ライス提供。アーティスト等とのゲストトークまたはコメント紹介。